# Ябіру азійський
Ябіру азійський (Ephippiorhynchus asiaticus) — вид птахів родини лелекових (Ciconiidae).

## Поширення
Птах поширений в Південній та Південно-Східній Азії, Новій Гвінеї та Австралії. Азійська популяція оцінюється у 1000 птахів, тоді як австралійська та новогвінейська популяції налічують 20 тис. птахів.

## Опис
Великий птах, заввишки 130—150 см, розмахом крил 230 см, вагою 4,1 кг. Голова, шия і махові пера чорного кольору, решта пір'я — біле. Дзьоб чорний, довгі ноги — яскраво-червоного кольору. У самиць очі жовті, у самців — коричневі.

## Спосіб життя
Гніздиться на болотах та інших заболочених місцях тропічних рівнин. Він будує гніздо з гілок на деревах. У гнізді три-п'ять яєць. Часто утворює невеликі колонії. Висиджують яйця і виховують пташенят обоє батьків. Раціон складається з риби, жаб та великих комах, а також дрібних гризунів.

## Підвиди
- Ephippiorhynchus asiaticus asiaticus
- Ephippiorhynchus asiaticus australis